# 大野浦站

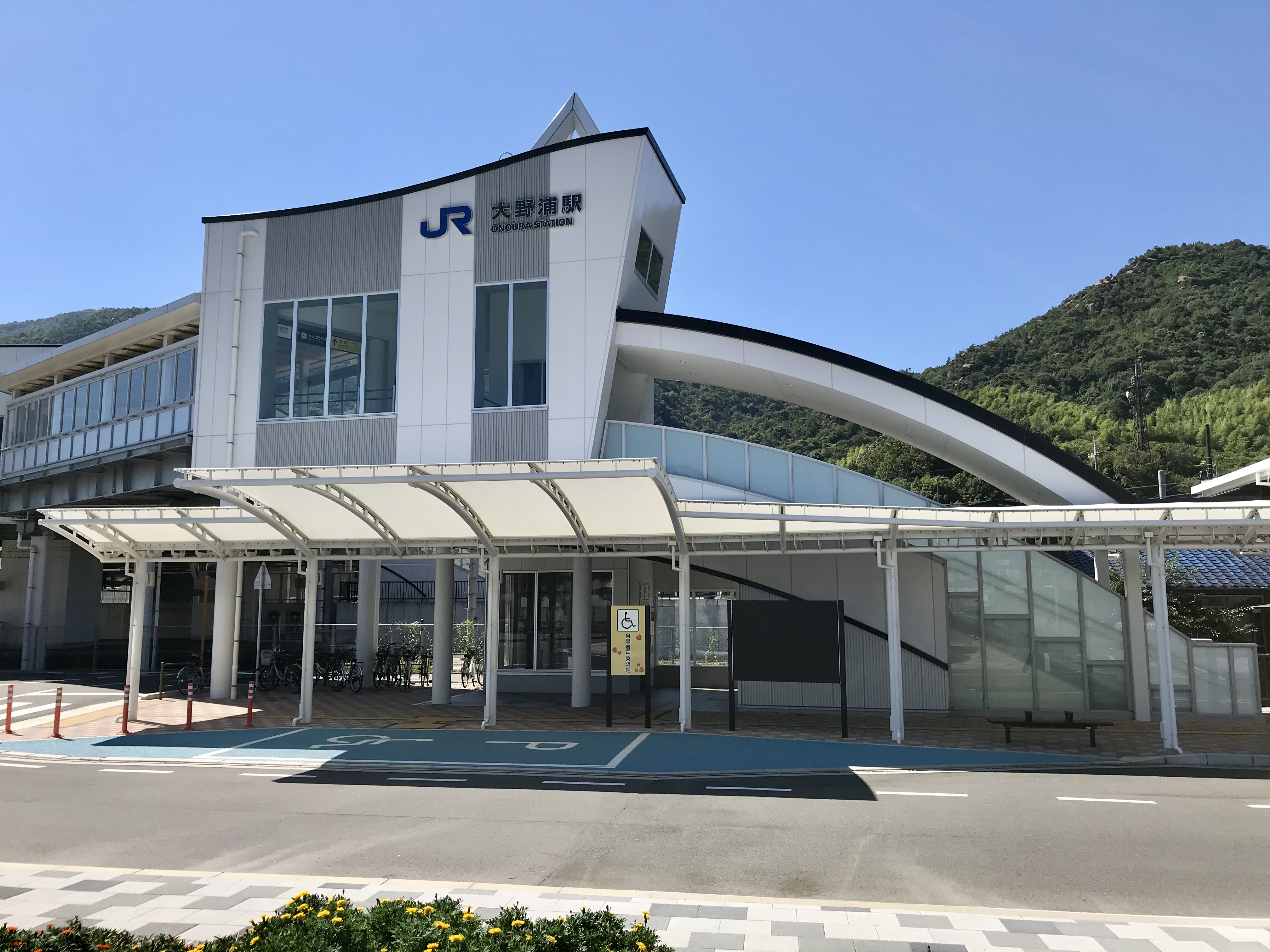
南口(2020年8月)

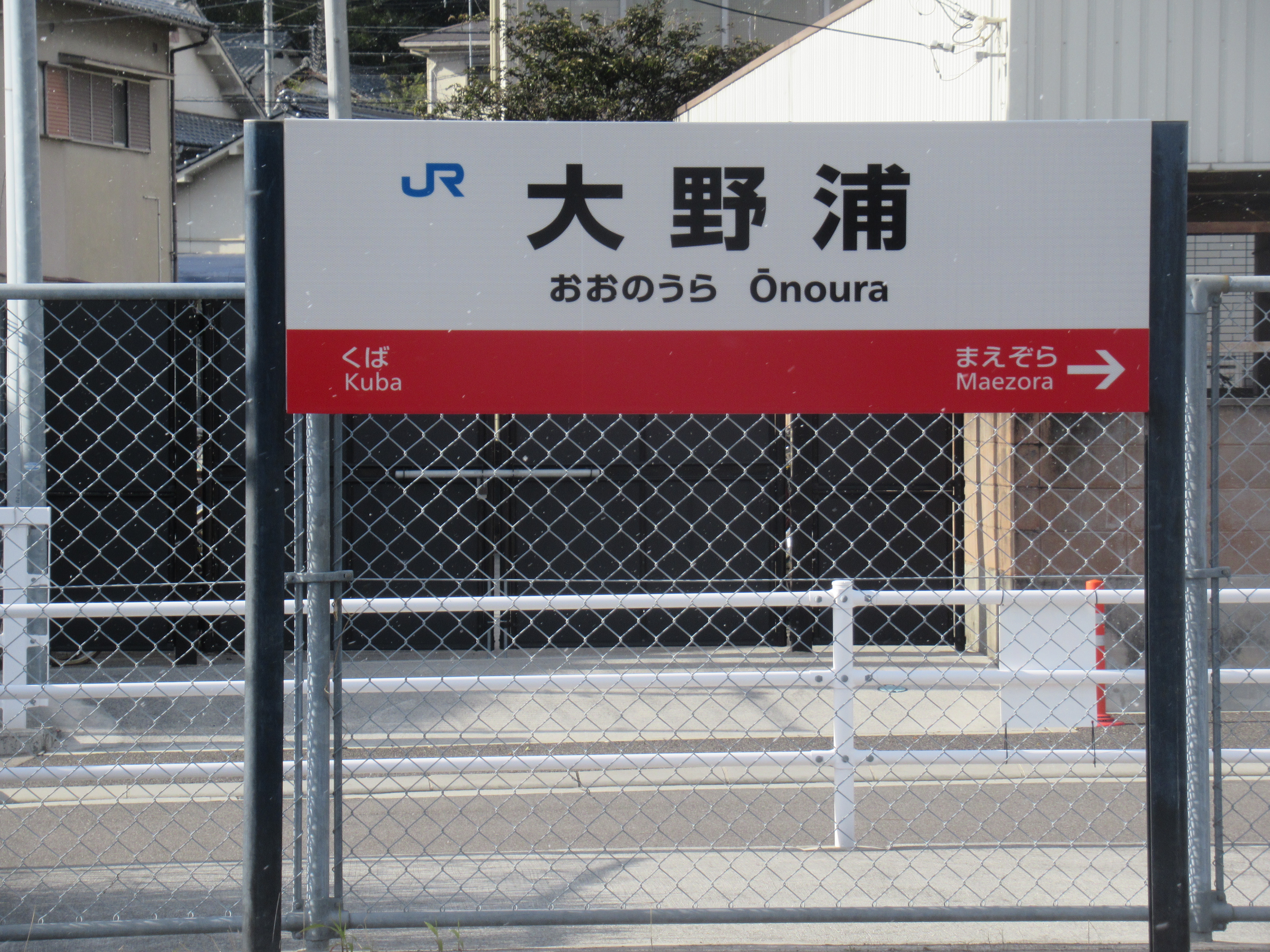
站名牌(2021年12月)

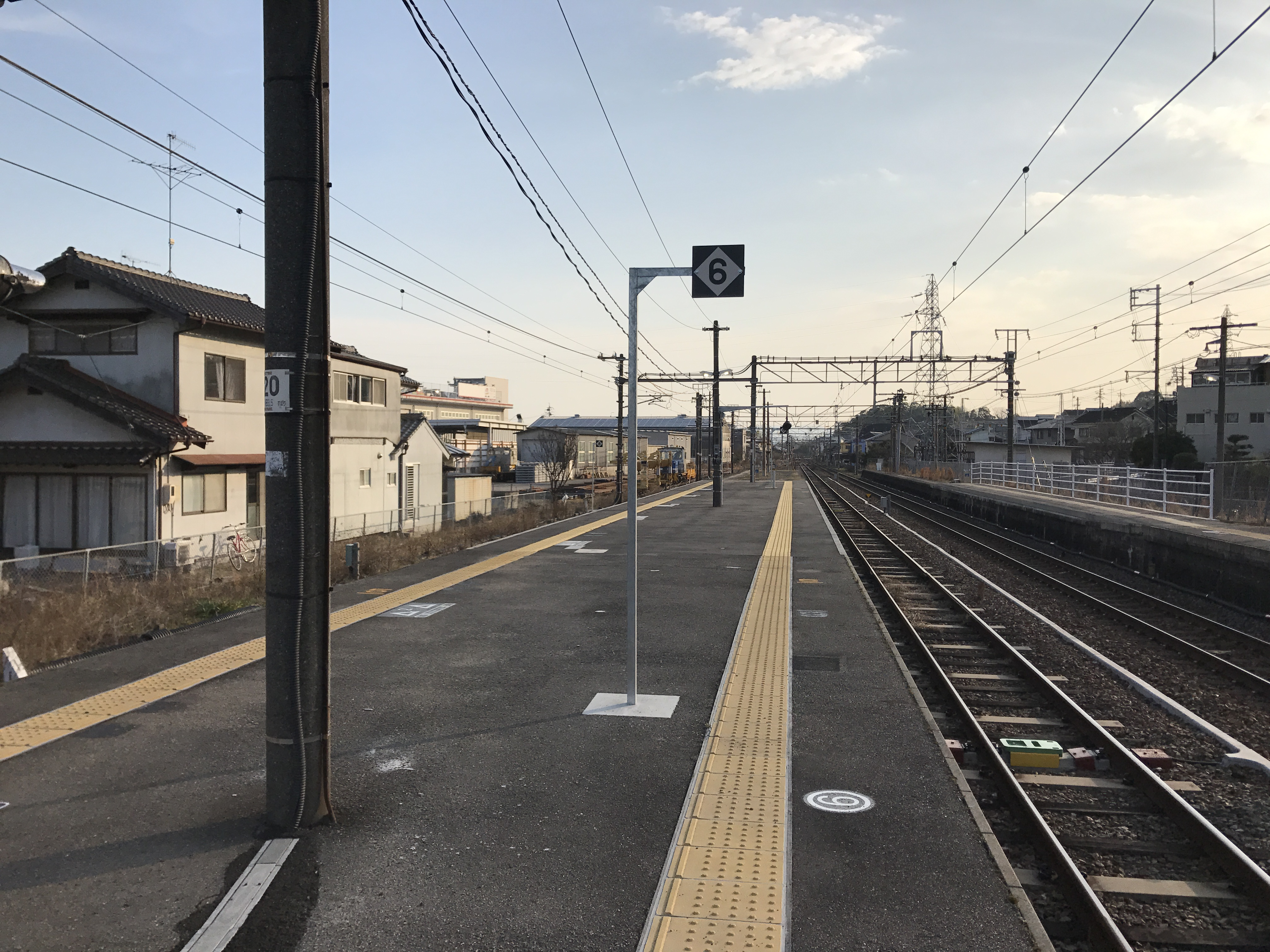
月台(2017年3月)

大野浦站（日语：／ Ōnoura eki */?）是位於廣島縣廿日市市鹽屋一丁目，西日本旅客鐵道（JR西日本）山陽本線的車站。車站位於廣島城市網絡內。此站為宮濱溫泉的玄關車站。

## 歷史
- 1917年（大正6年）7月13日 - 鐵道院山陽本線宮島站（現時為宮島口站）至玖波站之間開設大野浦號誌站。
- 1919年（大正8年）3月16日 - 大野浦號誌站升級至大野浦站。為旅客車站。
- 1982年（昭和57年）11月15日 - 實施時間表修正（日语：1982年11月15日国鉄ダイヤ改正），開設廣島站至此站、岩國站之間的城市電車（日语：シティ電車）[1]。隨後，所有列車均延長至岩國站，再沒有列車在此站折返。
- 1987年（昭和62年）4月1日 - 伴隨國鐵分割民營化，車站由西日本旅客鐵道（JR西日本）營運。
- 1990年度 - 綠色窗口開始營業[2]。
- 2005年（平成17年）
  - 4月1日 - 車站業務由JR西日本廣島MAINTEC（日语：JR西日本広島メンテック）負責，成為業務委託車站。
  - （日期不詳） - 綠色窗口營業時間中增設中途休息時間。
- 2007年（平成19年）
  - 6月18日 - 引入可支援ICOCA的簡易型自動閘機（日语：自動改札機）。
  - 9月1日 - 此站可以使用ICOCA。
- 2010年（平成22年）3月13日 - 卷動字幕式列車出發顯示牌撤走。
- 2012年（平成24年）3月17日 - 實施時間表修正，再次設有於此站折返的定期列車[3]。
- 2015年（平成27年）
  - 7月16日 - 開始建設跨站式站房與南北公眾通道。設置臨時車站大樓，而以往的車站大樓也繼續使用。
  - 9月26日 - 1號月台的連接通道變更，列車停止位置向岩國遷移1卡車廂。
- 2016年（平成28年）
  - 3月26日 - 隨著實施時間表修正，成為快速城市快車（日语：広島シティネットワーク#快速シティライナー）（只於星期六及假日運行，此站至玖波方向各站停車）停車站。
  - 11月26日 - 跨站式站房暫時啟用。同時，以往的車站大樓關閉。
- 2018年（平成30年）
  - 4月14日 - 南北公眾通道，站前廣場與周邊道路等車站改善工程完成[4]。
  - 7月6日 - 發生2018年7月西日本豪雨使車站暫停服務。
  - 8月18日 - 岩國站至海田市站之間重開，快速「城市快車」暫停運行。
- 2019年（平成31年）3月16日 - 暫停運行中的快速「城市快車」正式廢止，變為普通列車。
- 2020年（令和2年）3月14日 - 快速「城市快車」再次運行，但只限在星期六及假日服務。

## 車站構造
本站是地面車站，設有1面1線的單式月台和1面2線的島式月台，合共2面3線的混合式月台。1號月台（單式月台）側為站房，設有跨線橋連接2、3號月台（島式月台）。此站由宮島口站管理，並由JR西日本廣島MAINTEC負責車站業務，為業務委託車站。車站可以使用ICOCA與其互相可以使用的IC卡。

### 月台
| 月台 | 路線     | 上下行 | 方向             | 備註                          |
| ---- | -------- | ------ | ---------------- | ----------------------------- |
| 1・2 | 山陽本線 | 上行   | 宮島口、廣島方向 | 2號月台為從此站出發的列車使用 |
| 3    | 山陽本線 | 下行   | 岩國、德山方向   | 部分列車使用2號月台           |

- 1號月台為上行本線，3號月台為下行本線，2號月台為上下行共用的待避線（中線）。2號月台主要讓從此站出發，前往廣島的列車使用，也有部分前往岩國方向的列車（停站時間較長的列車）使用。

## 使用狀況
以下為近年1日平均乘車人次列表。
| 年度               | 1日平均 乘車人次 |
| ------------------ | ---------------- |
| 1998年（平成10年） | 1,107            |
| 1999年（平成11年） | 1,116            |
| 2000年（平成12年） | 2,005            |
| 2001年（平成13年） | 1,855            |
| 2002年（平成14年） | 1,786            |
| 2003年（平成15年） | 1,772            |
| 2004年（平成16年） | 1,746            |
| 2005年（平成17年） | 1,710            |
| 2006年（平成18年） | 1,697            |
| 2007年（平成19年） | 1,701            |
| 2008年（平成20年） | 1,700            |
| 2009年（平成21年） | 1,654            |
| 2010年（平成22年） | 1,618            |
| 2011年（平成23年） | 1,614            |
| 2012年（平成24年） | 1,609            |
| 2013年（平成25年） | 1,606            |
| 2014年（平成26年） | 1,609            |
| 2015年（平成27年） | 1,669            |
| 2016年（平成28年） | 1,683            |
| 2017年（平成29年） | 1,708            |

## 車站周邊
- 東阿道路工業廣島工場
- 國道2號

## 巴士路線
- 廿日市市 All Heart巴士 （页面存档备份，存于）

## 相鄰車站
西日本旅客鐵道
 山陽本線
■快速「通勤快車」（只有平日早上上行班次）
通過
■快速「城市快車」（只有星期六及假日服務）
宮島口－大野浦－玖波
■普通
前空－大野浦－玖波

## 注腳
1. ↑  鐵道資料檔案 -「鉄道の歴史」1982年 -「広島シティ電車運転開始」
2. ↑  《JTB時刻表》1990年4月號中，車站沒有綠色窗口。在1991年4月號車站設有綠色窗口
3. ↑   (PDF).   [2020-03-28]. （原始内容存档 (PDF)于2020-04-29）.
4. ↑  . 交通新聞 (交通新聞社). 2018-04-19: 1.
5. ↑  廿日市市統計書

## 外部連結
- 大野浦｜車站資訊：JR出門網 - 西日本旅客鐵道